# Международная реакция на англоязычный кризис в Камеруне
В 2018 году англоязычный кризис привлёк все большее международное внимание и стал вызовом для внешних отношений Камеруна. Спровоцированный жестоким подавлением протестов в Камеруне в 2016—2017 годах, конфликт перерос из мелкомасштабного мятежа в ситуацию, похожую на гражданскую войну. Хотя Камерун пользуется поддержкой африканских стран, ни одна страна открыто не поддержала амбазонские движения за независимость. Однако многие страны оказали давление на Камерун, чтобы тот начал переговоры с сепаратистами. Кроме того, сепаратисты пользуются поддержкой офицеров нигерийской армии, которые помогли им организовать сделки по поставке оружия.
В то время как африканские страны в основном хранили молчание по этому вопросу и выступали против любого неафриканского вмешательства, многие западные страны оказали давление на Камерун, чтобы тот начал диалог с сепаратистами. В мае 2019 года в Совете Безопасности ООН состоялась неформальная дискуссия, что стало важным этапом после почти двух лет незначительного международного участия.

## Международные организации
- Африканский союз — до 2019 года Африканский союз в основном хранил молчание по поводу англоязычного кризиса[2]. 27 июля 2019 года АС приветствовал предстоящие переговоры при посредничестве Швейцарии[7].
- Содружество Наций — в ноябре 2019 года генеральный секретарь Содружества Патрисия Скотланд выразила поддержку мирному процессу, инициированному правительством Камеруна[8].
- Европейский союз — 20 июня 2018 года ЕС поддержал вступление органов ООН в англоязычный регион и призвал правительство Камеруна разрешить это[9]. В марте 2019 года Верховный представитель Федерика Могерини заявила, что «продолжающееся насилие и нарушения прав человека в северо-западном и юго-западном регионах Камеруна привели к неприемлемому числу жертв, а также к огромному человеческому и материальному ущербу». Она также обвинила камерунские СМИ и политиков в подстрекательстве посредством языка ненависти[10]. В апреле 2019 года Европейский парламент принял резолюцию, осуждающую нарушения прав человека в Южном Камеруне и призывающую к расследованию возможных военных преступлений, совершённых камерунскими солдатами. Он также призвал Камерун прекратить использовать «военные суды для гражданских лиц и франкоязычные суды для англоязычных задержанных». В резолюции сделан вывод о том, что англоязычный кризис, если он продолжится, должен быть вынесен на рассмотрение Совета Безопасности ООН[11]. Заявление ЕС было встречено с осуждением в Сенате Камеруна, а председатель Сената Марсель Ниат Нджифенджи[англ.] назвал его «перечнем лжи». Нджифенджи также заявил, что Камерун будет открыт для приёма делегации ЕС, чтобы они могли убедиться в этом сами[12]. В июне 2019 года ЕС дал своё благословение предстоящим переговорам при посредничестве Швейцарии[13].
- Организация Объединённых Наций — 30 мая 2018 года Организация Объединённых Наций объявила гуманитарный кризис в Южном Камеруне и начала организовывать помощь. В декларации Организация Объединённых Наций взяла на себя ответственность за безопасность мирных жителей в Южном Камеруне, и с этой целью она могла вмешаться против обеих воюющих сторон[14]. Организация Объединённых Наций также призвала к беспристрастному расследованию возможных нарушений прав человека в англоязычном регионе[9]. 20 ноября 2018 года ООН осудила обе стороны; сепаратистов за похищения, нападения на школы и убийства полицейских, а правительство за проведение внесудебных казней[15]. 7 февраля 2019 года Аллегра Байокки, постоянный координатор ООН и координатор гуманитарной помощи в Камеруне, заявила, что ситуация является «забытым кризисом» и должна быть поставлена в начало повестки дня ООН[16]. 6 мая 2019 года Верховный комиссар ООН по правам человека Мишель Бачелет заявила, что все ещё есть возможность положить конец кризису, но правительству Камеруна необходимо предпринять решительные действия, чтобы завоевать доверие населения Южного Камеруна[17].

## Государства

### Африка
- Чад — По непроверенным данным, президент Чада Идрисс Деби согласился направить чадские войска в англоязычные регионы для борьбы с сепаратистами. В феврале 2018 года сообщалось, что чадские войска уже несколько недель ведут боевые действия в Южном Камеруне[18]. Однако никаких физических доказательств такого развёртывания предоставлено не было[19]. В марте 2019 года президент Чада призвал другие африканские государства принять участие и оказать помощь в прекращении конфликта[20].
- Египет — В декабре 2019 года Египет выразил поддержку Большому национальному диалогу, состоявшемуся двумя месяцами ранее[21].

- Экваториальная Гвинея — В январе 2018 года президент Теодоро Обианг Нгема Мбасого призвал к диалогу как к лучшему способу положить конец англоязычному кризису[22]. Экваториальная Гвинея проголосовала против попыток вынести англоязычный кризис на обсуждение в Совете Безопасности ООН[6], и одобрила мирные усилия правительства Камеруна[3]. В декабре 2019 года Экваториальная Гвинея призвала стороны к международной помощи[23].

- Эфиопия — Как непостоянный член Совета Безопасности ООН, Эфиопия проголосовала против попыток вынести на обсуждение англоязычный кризис[6].

- Гана — В 2019 году выяснилось, что оружие, произведённое в Гане, было контрабандой ввезено в Южный Камерун, что побудило президента Камеруна Пола Бийю и депутата Ганы Альберта Кан-Дапааха провести встречу. Гана приняла беженцев, которые покинули англоязычные регионы[24]. В августе 2019 года лидер SOCADEF Эбенезер Акванга был кратко допрошен Бюро национальных расследований Ганы[25].

- Кот-д’Ивуар — Будучи непостоянным членом Совета Безопасности ООН, Кот-д’Ивуар проголосовал против попыток вынести на обсуждение англоязычный кризис[6]. Когда состоялась неофициальная дискуссия, Кот-д’Ивуар выразил поддержку мирным усилиям правительства Камеруна[4].

- Нигерия — Президент Мухаммаду Бухари поклялся не допустить, чтобы сепаратисты действовали с территории Нигерии; «Нигерия примет необходимые меры в рамках закона, чтобы гарантировать, что её территория не будет использоваться в качестве плацдарма для дестабилизации другой дружественной суверенной страны»[26]. Имея собственные сепаратистские элементы, о которых нужно беспокоиться, и пользуясь военным сотрудничеством с Камеруном против Боко Харам, Нигерия в основном поддерживала правительство Камеруна[6]. В январе 2018 года Нигерия арестовала руководство Амбазонии на своей территории, включая президента Сисику Джулиуса Аюка Табе. Затем их экстрадировали в Камерун и посадили в тюрьму на год до начала судебного разбирательства в январе 2019 года. Однако это не обошлось без споров, поскольку все лидеры Амбазонии подали ходатайства о предоставлении убежища[27]. 1 марта 2019 года нигерийский суд постановил, что 12 лидеров Амбазонии должны быть возвращены в Нигерию и компенсированы по пять миллионов нигерийских найр каждому за неправомерную экстрадицию. 57 других активистов также должны были быть возвращены и получить меньшие компенсации. За этим не последовало никаких действий со стороны правительства Нигерии[28]. В июле 2019 года Нигерия обязалась не допустить контрабанды огнестрельного оружия боевиками-сепаратистами через границу или обучения в Нигерии[29]. В феврале 2020 года Нигерия выделила 100 гектаров земли, где беженцы из англоязычных регионов могли бы строить фермы и обрабатывать землю, и пожертвовала около 1,4 миллиарда франков, чтобы помочь им начать работу[29].
  - Несмотря на официальную политику Нигерии, амбазонские сепаратисты часто пересекают границу, чтобы купить огнестрельное оружие и вербовать бойцов в лагерях беженцев. В нигерийской армии также есть офицеры, которые поддерживают сепаратистов, организуя сделки по поставке оружия[5].

- Южная Африка — В мае 2019 года, будучи непостоянным членом Совета Безопасности ООН, Южная Африка выступила против попытки Соединённых Штатов и Европейского союза обсудить англоязычный кризис в Совете Безопасности ООН. Заняв позицию, разделяемую другими африканскими странами, Южная Африка постановила, что Африканский союз, а не Организация Объединённых Наций, должен нести ответственность за урегулирование англоязычного кризиса. Из-за этих возражений 13 мая в Совете Безопасности ООН состоялось только неформальное обсуждение[30]. Однако Южная Африка раскритиковала правительство Камеруна за неискренность в своих усилиях по прекращению кризиса и за совершение нарушений прав человека[3].

### Азия
- Китай — В ноябре 2018 года Китай предложил гуманитарную помощь внутренне перемещённым лицам в Южном Камеруне[31]. Китай проголосовал против предложений по обсуждению англоязычного кризиса в Совете Безопасности ООН[6]. Когда в мае 2019 года состоялось неформальное обсуждение, Китай занял нейтральную позицию и считает, что конфликт не требует международного вмешательства, поскольку не представляет угрозы миру[22].

- Япония — В июле 2019 года Япония поддержала ПРООН в предоставлении финансовой поддержки 18 организациям, работающим над восстановлением пострадавших от войны регионов[32].

- Индия — Индия раскритиковала правительство Камеруна на неформальном обсуждении в Совете Безопасности ООН, присоединившись к другим странам, обвинившим его в недостаточности мер по разрешению конфликта[3].

- Индонезия — В мае 2019 года Индонезия призвала к сотрудничеству с правительством Камеруна и региональными организациями, а также к инклюзивному диалогу[3].

- Израиль — В 2018 году израильский адвокат по правам человека подал ходатайство в Верховный суд Израиля с требованием отменить все лицензии на экспорт израильского оружия батальону быстрого реагирования. Окончательное решение сопровождалось приказом о неразглашении, который, таким образом, остаётся секретным. Однако источник в Батальоне быстрого реагирования указал, что израильские винтовки прекратили поступать в 2019 году[33].

- Кувейт — В мае 2019 года Кувейт раскритиковал правительство Камеруна за отсутствие политической воли к прекращению войны[3].

### Европа
- Бельгия — В ноябре 2018 года бельгийский посланник заявил, что Камерун должен учиться у Бельгии, когда дело касается многоязычия[34]. В ходе неформального обсуждения в Совете Безопасности ООН в мае 2019 года Бельгия поддержала мирные усилия правительства Камеруна, став единственной европейской страной, помимо Франции, которая сделала это[3].

- Франция — Франция осудила нападения сепаратистов на солдат и призвала к диалогу для обеспечения единства Камеруна[35]. Франция поддержала мирные усилия правительства Камеруна[3], и поддерживает военное сотрудничество с Камеруном[36]. В июле 2019 года Франция заявила, что англоязычный кризис не может быть решён военным путём, а только политическим[37]. Сепаратисты неоднократно обвиняли Францию в тайном размещении солдат для участия в боевых действиях вместе с армией Камеруна в англоязычных регионах[38].

- Германия — Германия официально поддерживает разрешение путём диалога и реформ[34]. Когда в мае 2019 года в Совете Безопасности ООН состоялось неформальное обсуждение, Германия раскритиковала правительство Камеруна[3].

- Нидерланды — Нидерланды попытались вынести англоязычный кризис на обсуждение в Совете Безопасности ООН[6].

- Норвегия — Норвежский совет по делам беженцев был создан в англоязычных регионах в 2019 году с целью предоставления образования детям внутренне перемещённых лиц[39]. Норвегия попыталась вынести англоязычный кризис на обсуждение в Совете Безопасности ООН[6].

- Польша — На неформальном обсуждении англоязычного кризиса в Совете Безопасности ООН 13 мая 2019 года Польша раскритиковала правительство Камеруна за то, что оно не сделало достаточно для прекращения конфликта[3].

- Россия — Россия проголосовала против предложений по обсуждению англоязычного кризиса в Совете Безопасности ООН[6]. Когда в мае 2019 года состоялось неформальное обсуждение, Россия раскритиковала правительство Камеруна, а также предостерегла от иностранного вмешательства[3].

- Швеция — В декабре 2018 года постоянный представитель Швеции при ООН Олоф Скуг заявил, что англоязычный кризис представляет угрозу региональной стабильности, и призвал Камерун работать над разрешением в сотрудничестве с ООН[40].

- Швейцария — В апреле 2019 года Швейцария предложила свою помощь в поиске решения конфликта[41]. 27 июня Федеральный департамент иностранных дел Швейцарии подтвердил, что выступит посредником в предстоящих переговорах, следуя просьбам как камерунского правительства, так и амбазонских сепаратистов[42].

- Великобритания — Министр по делам Африки Харриет Болдуин призвала к «демократическому решению конфликта»[43]. На неформальном обсуждении в Совете Безопасности ООН в мае 2019 года Соединённое Королевство раскритиковало Камерун за нарушение прав человека и за недостаточные усилия по разрешению конфликта[3].

- Ватикан — В феврале 2019 года Ватикан предложил выступить в качестве посредника, чтобы помочь положить конец конфликту[44].

### Северная Америка
- Канада — В апреле 2019 года правительство Канады предложило гуманитарную помощь в размере 6,65 млн долларов, часть из которых была выделена на проблемы безопасности[45]. Активист движения за независимость Амбазонии Эбенезер Акванга подал иск на сумму 25 млн канадских долларов против Канады за нарушение экономического самоопределения Амбазонии путём поддержки антиамбазонских нефтяных компаний[46]. В январе 2023 года министр иностранных дел Мелани Жоли выступила с заявлением, в котором объявила о мирном процессе с участием правительства Камеруна и сепаратистов Амбазонии, направленном на разрешение англоязычного кризиса, при этом Канада выступит в качестве посредника[47].
- Доминиканская Республика — В мае 2019 года Доминиканская Республика присоединилась к Соединённым Штатам и Соединённому Королевству, потребовав обсуждения англоязычного кризиса в Совете Безопасности ООН. На встрече Доминиканская Республика раскритиковала правительство Камеруна за его действия в этом кризисе[3].
- Соединённые Штаты — Согласно докладу Госдепартамента США о соблюдении прав человека в странах за 2017 год, камерунские силы совершали произвольные убийства, исчезновения, пытки, нарушения свободы слова и незаконные задержания в суровых тюремных условиях[48]. В 2018 году Соединённые Штаты официально обвинили камерунскую армию в совершении целенаправленных убийств[49]. В ноябре 2018 года после смерти американского миссионера Государственный департамент США опубликовал заявление, в котором призвал обе стороны прекратить все нападения на гражданские объекты. Соединённые Штаты также осудили «систематическое запугивание по признаку этнической и религиозной принадлежности» в Камеруне[50]. В феврале 2019 года Соединённые Штаты решили сократить военную помощь на сумму 17 миллионов долларов из-за нарушений прав человека в Камеруне, а также отозвать приглашение Камеруна в Программу государственного партнёрства[51]. На следующий день руководитель Африканского командования вооружённых сил США Томас Вальдхаузер заявил, что отсутствие прозрачности в расследованиях нарушений прав человека правительственными солдатами может оказать серьёзное влияние на их способность поддерживать усилия Камеруна по борьбе с терроризмом, и призвал Бийю продемонстрировать большую прозрачность[52]. Министра связи Камеруна Рене Сади ответил от имени правительства, заявив, что силы безопасности уважают права человека и что Камерун должен защищать свою территориальную целостность от «сепаратистских террористов»[53]. На неформальном обсуждении в Совете Безопасности ООН в мае 2019 года Соединённые Штаты снова подвергли критике правительство Камеруна[3]. 16 мая Тибор Надь обвинил правительство Камеруна в «бездействии» для разрешения конфликта[54]. Надь также заявил, что он не верит, что независимость Амбазонии является реалистичным вариантом, и что Соединённые Штаты признают территориальную целостность Камеруна. В июле 2019 года Палата представителей Соединённых Штатов приняла резолюцию 358, призывающую к восстановлению федеральной системы в Камеруне[55]. В октябре 2019 года президент Дональд Трамп отменил торговое соглашение с Камеруном, сославшись на нарушения прав человека[56]. В июне 2021 года Соединённые Штаты ввели визовые ограничения для всех, кто, как считается, подрывает мирные усилия, не уточняя, на кого это повлияет[57].

### Океания
- Австралия — австралийский дипломат Александр Чепмен заявил, что «Австралия рекомендует Камеруну снять ненужные ограничения на свободу собраний, расследовать предполагаемое применение силы на демонстрациях и обеспечить справедливый суд арестованным протестующим»[58].

### Южная Америка
- Боливия — в декабре 2018 года заместитель постоянного представителя Боливии заявил, что Боливия поддерживает разрешение посредством инклюзивного диалога[36].

- Бразилия — хотя правительство Бразилии не прокомментировало англоязычный кризис, муниципалитет Баруэри признал Амбазонию 3 декабря 2019 года[59].

- Перу — В мае 2019 года на неформальном обсуждении в Совете Безопасности ООН Перу раскритиковало Камерун за нарушения прав человека и за недостаточные усилия по прекращению конфликта[3].